# Атанас Дачев
Атанас Николов Дачев е български революционер, войвода на Вътрешната македоно-одринска революционна организация.

## Биография
Дачев е роден през 1883 година в Сливен. Завършва училище в родния си град и през 1902 година става член на ВМОРО, като полага клетва пред Кръстю Асенов. Четник е в неговата чета, действаща в Ениджевардарско и Кукушко. По време на Илинденско-Преображенското въстание е във въстаническата болница в село Църварица, Кюстендилско.
В периода 1904-1905 година е четник при тиквешкия околийски войвода Петър Самарджиев. След смъртта на Самарджиев през 1906 година остава в Тиквешко и през 1907 е определен за тиквешки войвода. След Хуриета през юли 1908 година участва като войвода на чета в похода на младотурците срещу Цариград през 1909 година заедно с четите на Яне Сандански и Христо Чернопеев.
След възстановяване дейността на ВМОРО в края на 1909 година отново е войвода на чета. През 1910 година е войвода във Воденско, а през 1911 – в Гевгелийско. Участва в Балканската и Междусъюзническата война 1912-1913 г. За отличия и заслуги във войната със сърбите през 1915 г. е награден с военен орден „За храброст“, IV степен.
След войните се оттегля от активна дейност. Установява се да живее в родния си град, където умира 29 юни 1973 година.